# Adriana González
Adriana González – wenezuelska judoczka.
Srebrna medalistka igrzysk Ameryki Środkowej i Karaibów w 1986 roku.